# Bräcke landskommun
Bräcke landskommun var tidigare en kommun i Jämtlands län.

## Administrativ historik
Bräcke landskommun bildades i  Bräcke socken i Jämtland samband med att 1862 års kommunalförordningar trädde i kraft. 27 mars 1907 inrättades Bräcke municipalsamhälle inom landskommunen.
Vid kommunreformen 1952 utvidgades kommunen med Nyhem. 31 december 1955 upplöstes municipalsamhället. 
År 1971 infördes enhetlig kommuntyp och Bräcke landskommun ombildades därmed till Bräcke kommun, som 1974 utvidgades med kommunerna Revsund och Kälarne.

### Kyrklig tillhörighet
I kyrkligt hänseende tillhörde kommunen Bräcke församling. Den 1 januari 1952 tillkom Nyhems församling.

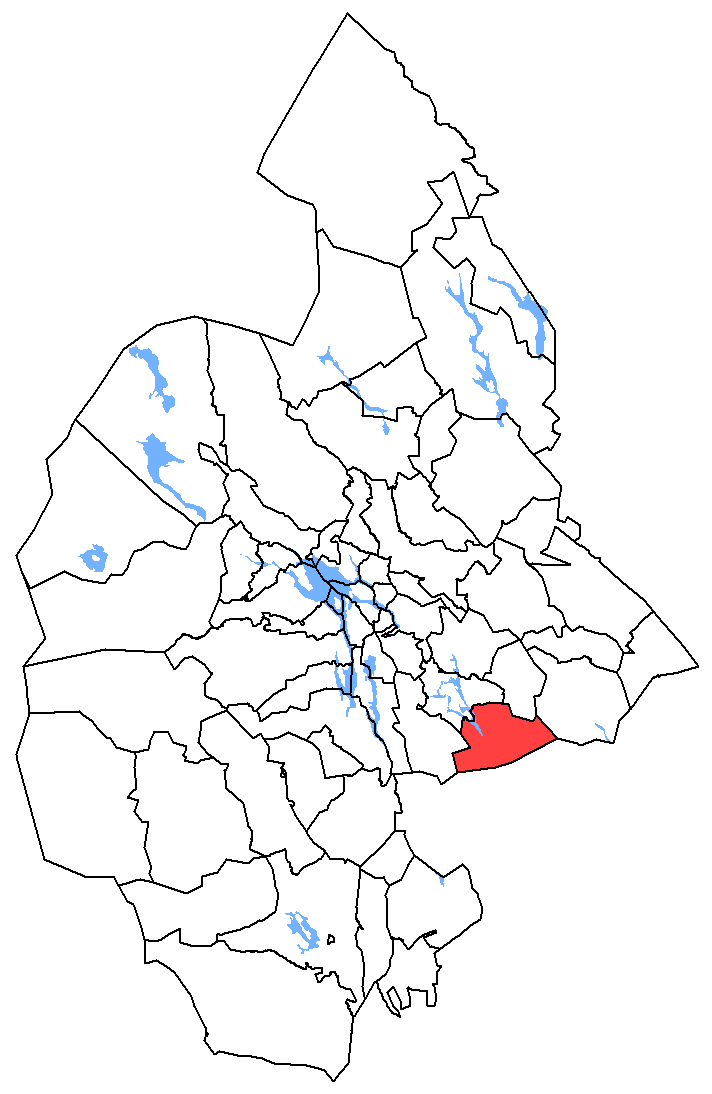
Bräcke landskommuns ursprungliga omfattning 1863-1951.

## Folkmängd
År 1959 fanns det 3 447 invånare i kommunen och en befolkningsstäthet på 3,8 invånare/km². Detta kan jämföras med riksgenomsnittet som då var 18,0 invånare/km² medan länsgenomsnittet var 3,0 invånare/km².

## Kommunvapnet
Blasonering: Sköld, två gånger delad av blått, bestrött med sexuddiga gyllene stjärnor, och av guld, vari en gående svart björn med röd tunga och röda klor, samt av rött, bildande en mur med fogar av guld.
Vapnet fastställdes av Kungl. Maj:t den 28 mars 1958 och är baserat på ett sigill från 1800-talet. Idag förs detta vapen av den nuvarande Bräcke kommun.

## Geografi
Bräcke landskommun omfattade den 1 januari 1952 en areal av 997,10 km², varav 909,30 km² land.

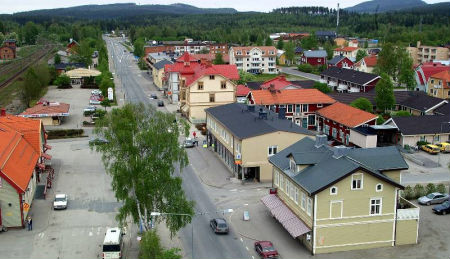
Mellan 1907 och 1955 var Bräcke ett municipalsamhälle inom landskommunen.

### Tätorter i kommunen 1960
| Tätort | Folkmängd |
| ------ | --------- |
| Bräcke | 1 541     |
| Nyhem  | 203       |

Tätortsgraden i kommunen var den 1 november 1960 51,9 procent.

## Politik

### Mandatfördelning i valen 1938-1966
| 18 | 7 |

| 23 |

| 17 | 8 |

| 22 |

|  | 16 | 2 | 3 | 3 |

| 23 |

|  | 21 | 5 | 5 | 3 |

| 32 |

|  | 22 | 4 | 5 | 3 |

| 31 |

|  | 21 | 13 |

| 31 |

|  | 23 | 4 | 3 | 4 |

| 31 |

| 20 | 2 | 6 | 3 | 4 |

| 31 |